# ایستگاه متروی کنزینگتون جنوبی
ایستگاه متروی کنزینگتون جنوبی (انگلیسی: South Kensington tube station) یکی از ایستگاه‌های خط ناحیه، خط سیرکل و خط پیکدیلی متروی لندن است.
این ایستگاه که در ناحیه کنزینگتون جنوبی قرار دارد در سال ۱۸۶۸ میلادی تأسیس شده‌است.